# 豪登
豪登（Howden）是英格蘭北約克郡的一座小鎮和民政教區，位於約克東南約17英里（27），古爾以北約3英里（4.8）。據2011年普查，豪登有人口4,142人。